# Ihor Sonewytskyj
Ihor Mychaljowytsch Sonewytskyj (ukrainisch Ігор Михайлович Соневицький, * 2. Januar 1926 in Hadynkiwzi, Zweite Polnische Republik; † 23. Dezember 2006 in Lexington, USA) war ein ukrainischer Komponist, Dirigent und Musikwissenschaftler.

## Leben
Ihor Sonewytskyj wurde als Sohn der Journalistin Olha (geb. Lasowska) und des Philologen Mychaljo Sonewytskyj in dem Dorf Hadynkiwzi in der Woiwodschaft Tarnopol (heute Rajon Tschortkiw der Oblast Ternopil) geboren. Nach erstem Unterricht an der Nationalen Musikakademie „Mykola Lyssenko“ in Lwiw und 1944 begonnenen Studien bei Joseph Marx an der Wiener Musikakademie (nunmehr Universität für Musik und darstellende Kunst Wien) musste er das Studium infolge der Eroberung Wiens durch die Rote Armee abbrechen und mit seiner Familie nach Bayern flüchten. 1950 machte er sein Diplom in Komposition, Dirigieren und Klavier an der Staatlichen Akademie der Tonkunst, Hochschule für Musik in München (heute Hochschule für Musik und Theater München). In Musikwissenschaft promovierte er 1961 an der 1921 in Wien gegründeten und nach dem Zweiten Weltkrieg in München angesiedelten, als Exil-Universität fungierenden Ukrainischen Freien Universität zum Dr. phil. 
Zur Zeit seines Studienabschlusses lebte er bereits in den USA, wohin er weiteremigriert war. Er war 1952 einer der Mitbegründer des Ukrainian Musical Institute of America und 1959–1961 dessen Direktor.  1977 wurde er Mitglied der Shevchenko Scientific Society. Weiters war er Mitglied der Ukrainian Free Academy of Arts and Sciences in the U.S.A., der  
American Musicological Society und der National Association of American Composers. 1983 gründete er das Grazhda Music and Art Center of Greene County. Zudem leitete er mehrere ukrainische Chor- und Instrumentalensembles und unterrichtete er privat sowie an der Ukrainischen Katholischen Universität während diese von Lwiw nach Rom ausgelagert war.
Neben seinem kompositorischen Schaffen war er rege als Musikpublizist tätig. Unter seinen Veröffentlichungen gilt The Dictionary of Ukrainian Composers mit der Auflistung von mehr als 500 ukrainischen Komponisten als Standardwerk zur ukrainischen Musikgeschichte. Er verfasste zudem u. a. Arbeiten über Artem Wedel, Nestor Nyschankiwskyj und Zinovij Lysko. Ihor Sonewytskyj starb 2006 in den USA. Sein Nachlass wurde 2011 an das Institut für Liturgiewissenschaft (nunmehr Institut für Kirchenmusik) der Ukrainischen Katholischen Universität in Lwiw überführt.

## Werke (Auswahl)

### Bühne
- Zorya (Stern). Oper in einem Akt nach einem Libretto von Leonid Poltawa
- Cinderella. Ballett (1967)

### Instrumentalmusik
- Konzert für Klavier und Orchester (1993)
- Quartett für Flöte, Oboe, Schlagzeug und Klavier
- Variationen über das Thema des ukrainischen Volkslieds „Der Kranich“ für Klavier (1962)
- Triptychon für Klavier
- Miniaturen für Klavier

### Geistliche Vokalwerke
- Liturgie
- Ukrainisches Stabat Mater für Sopran und Orgel
- Canti Spirituali (1999)

### Weltliche Vokalwerke
- Ich liebe die Ukraine. Kantate nach Gedichten von Wolodymyr Sosjura
- Romanzen, Lieder und Chöre nach Texten von Lessja Ukrajinka, Iwan Franko, Taras Schewtschenko, Jewhen Malanjuk, Bohdan-Ihor Antonytsch, Wassyl Symonenko u. a.
- Bearbeitungen ukrainischer Volkslieder